# Metapittura

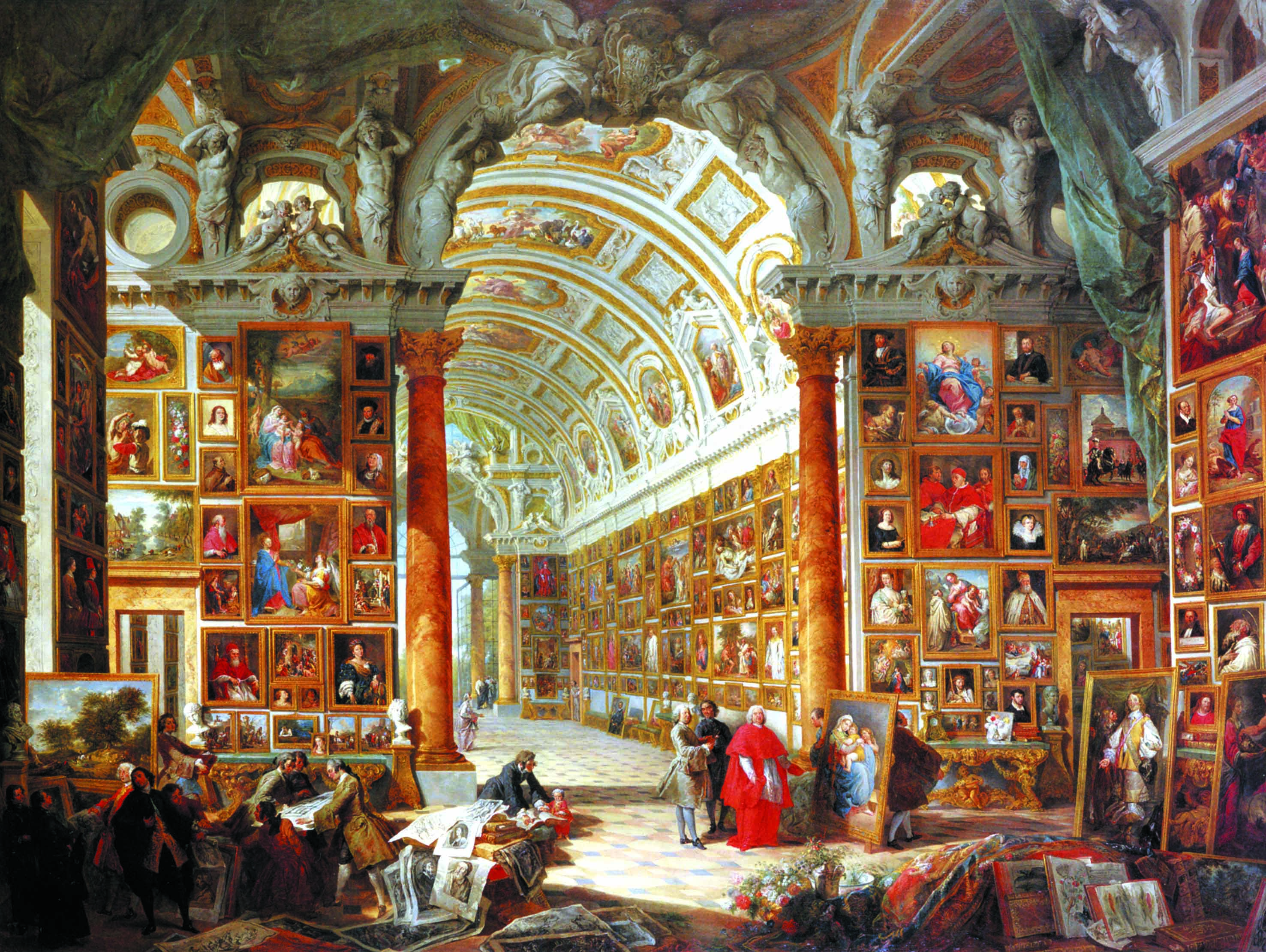
Galleria del cardinale Silvio Valenti Gonzaga (1749, Giovanni Paolo Pannini)

La metapittura (dal prefisso di origine greca meta-, che significa "oltre") è un tipo di tecnica pittorica che consiste nel rappresentare l'arte della pittura in sé.

## Descrizione
La rappresentazione dell'arte della pittura all'interno di un dipinto si può esprimere in diversi modi:
- Attraverso la rappresentazione in maniera preponderante di altre opere d'arte (in particolare di dipinti), come nelle celebri vedute di Giovanni Paolo Pannini, di David Teniers e di Johann Zoffany;
- Attraverso l'inclusione tra i soggetti dell'opera dell'autore dell'opera stessa, solitamente facendo un autoritratto di sé[2][3];
- Attraverso la rappresentazione di un artista nell'azione del dipingere, come nel dipinto Las Meninas di Diego Velázquez;
- Attraverso l'interazione dei soggetti di un raffigurazione con la struttura stessa del dipinto o dello spazio rappresentativo, come in alcuni celebri esempi di 'inganni artistici' (ad esempio in Escapando de la crítica di Pere Borrell del Caso).

Negli ultimi decenni il termine "metapittura" viene utilizzato anche per diverse correnti dell'arte contemporanea ed astratta.

## Galleria d'immagini

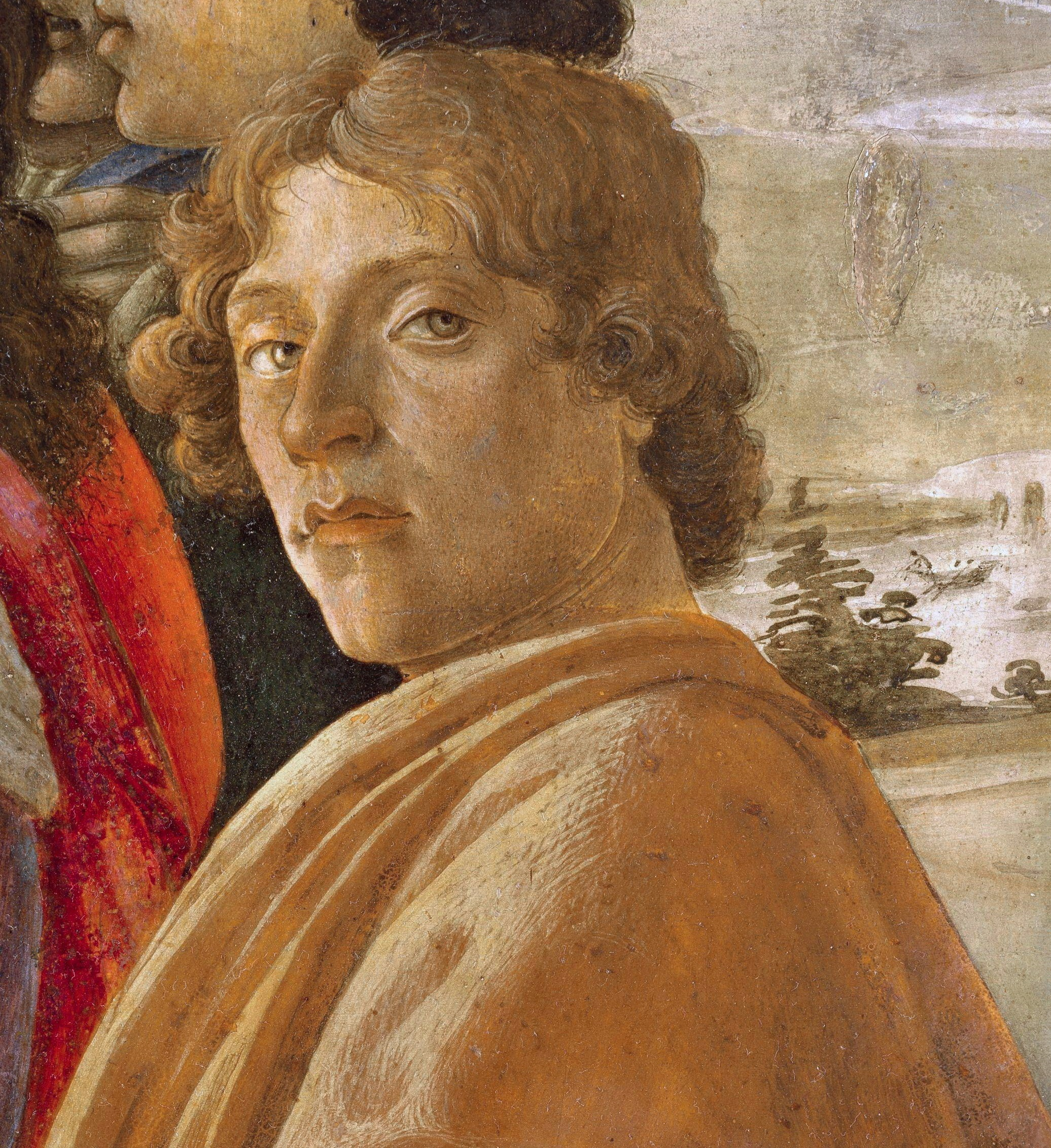
Autoritratto di Sandro Botticelli ne l'Adorazione dei Magi, 1476
Las Meninas (1656, Diego Velázquez)
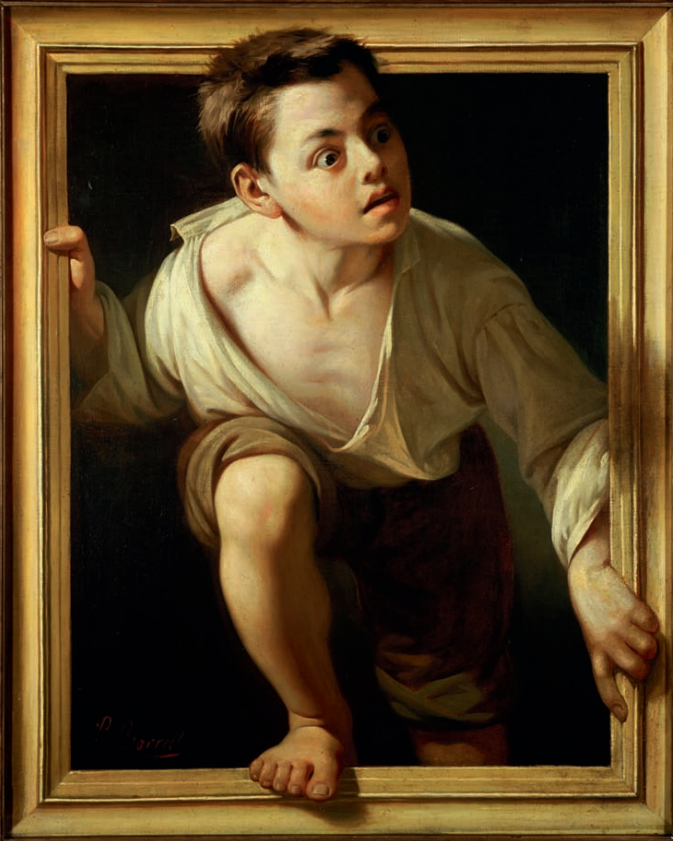
Escapando de la crítica (1874, Pere Borrell del Caso)
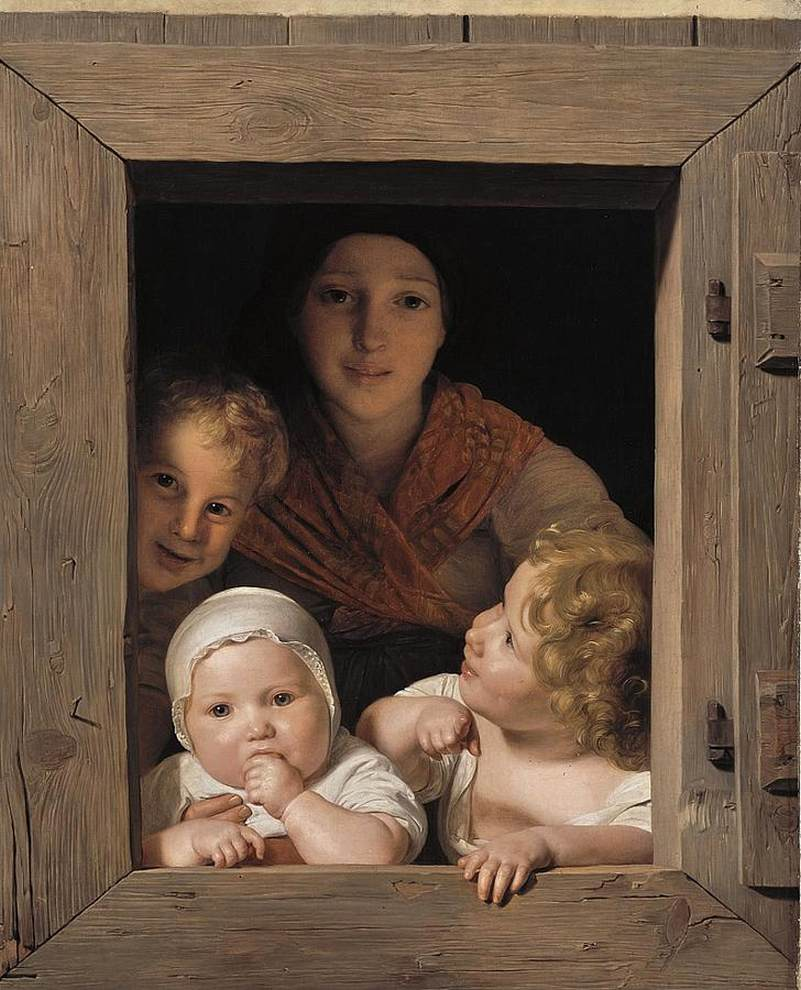
Dipinto del 1840 di Ferdinand Georg Waldmüller